# 朱能 (明朝)
朱能（1370年—1406年11月12日），字士弘，懷遠（今屬安徽）人。明軍人物。
朱能早年任燕山中护卫副千户，随朱棣征漠北，骁勇善战。靖难之役时，朱能夺取北平九门，先后击败耿炳文、李景隆，在灵璧俘虏平安等十万人，累功至左军都督府左都督，封成国公，加太子太傅。永乐四年（1406年），朱能担任征夷将军，征讨安南，病死于军中，追封东平王，谥号武烈。

## 生平

### 早年生涯
朱能的父亲朱亮因随朱元璋征战有功，累封至燕山中护卫副千户。朱能自幼喜好读书，侍奉父母十分孝顺。洪武二十七年（1394年），朱能承袭父职，隶属于燕王朱棣麾下，后随朱棣北征，降服元朝太尉乃儿不花。

### 建文时期
建文元年（1399年），朱棣起兵靖难，朱能与张玉诛杀北平布政使张昺、都指挥使谢贵，夺取北平九门，进封指挥同知。随后，朱能夺取蓟州，杀守将马宣，攻破遵化。又随朱棣破雄县，生擒杨松、潘忠，逼降鄚州。不久，朱能随朱棣直奔真定，击败耿炳文，并率三十敢死士追击至滹沱河。当时，耿炳文整兵再战，朱能跃马大呼，直冲南军，俘获三千余众，升任都指挥佥事。后来，朱能随军援救永平，击退吴高，袭取大宁，并在会州立军时掌管左军，随即在郑村坝击败李景隆。
建文二年（1400年），朱能随军破广昌、蔚州、大同，并在白沟河之战中担任前锋，击败南军平安部。攻打济南时，朱能驻军铧山，率兵从后方袭破南军。十二月，燕军兵败东昌，朱棣身陷重围，张玉战死。朱能与周长等人殊死战斗，保护朱棣突围而出。建文三年（1401年），燕军在夹河失利，大将谭渊战死。这时，朱能率军赶到，击败南军，重振燕军士气。不久，朱能在藁城击败平安，追击至真定，又攻破彰德、定州、西水寨、衡水，生擒指挥贾荣。
建文四年（1402年），燕军攻破东阿、东平、汶上，但在淝河战败，大将王真战死。当时，众将都劝朱棣退兵，朱能按剑而起，道：“汉高祖十战九败，最终却能夺得了天下。而今我们连连得胜，岂能小有挫折便退兵而回，向他人称臣。”朱棣也叱责众将道：“你们想怎么办都行。”众将都不敢再言。不久，朱能随军南下，击败平安银牌军，又击败前来救援的都督陈晖，并在灵璧生擒平安，进封右军都督佥事。五月，朱能夺取泗州，渡过淮河，击败盛庸，又攻破盱眙、扬州。六月，燕军渡过长江，由金川门攻入南京。

### 永乐年间
洪武三十五年（1402年）九月，朱能进封奉天靖难推诚宣力武臣、特进荣禄大夫、右柱国、左军都督府左都督、成国公，位列功臣第二，仅次于邱福，获赐铁券。永乐二年（1404年），朱能兼任太子太傅，增加俸禄二千石。當時，安南黎季犛弒殺其主，自稱太上皇，立子黎蒼為帝。其故主之孫陳天平從老撾歸來，黎季犛假裝請其歸國。明成祖派都督黃中以五千部隊護送，前大理寺卿薛悤輔助。黎季犛在芹站設伏，殺死陳天平，薛悤亦戰死。朱棣大怒，于永乐四年（1406年）七月命朱能為征夷將軍，張輔為右副將軍，率豐城侯李彬等十八將軍，共八十萬部隊，會同左副將軍西平侯沐晟，分兵討伐。兵部尚書劉俊贊軍事，刑部尚書黃福、大理寺卿陳洽供給饋餉。朱棣亲自将朱能送到龙江。
永乐四年（1406年）十月，朱能驻军龙州（一说太平府）。这时他突然患病，于是在军中逝世，享年三十七岁。先前，朱能军队抵达广西的消息传来，明成祖对侍臣道：“朕夜观天象，西帅有忧，难道要应在朱能身上吗？朱能虽能完成这件事，但我担心他不适应南方的气候。”十几天后，朱能死讯传来，成祖为之震悼，亲写祭文，并废朝五天。靖难诸将中，朱能年龄最轻，善于作战，而张玉善于谋划，朱棣视他们为左右手。张玉死后，关于军中进退之事全都找朱能商量。朱能身高八尺，雄毅豁达，孝敬友爱。虽位列上公，却不曾因富贵而放纵自己。他善于安抚士卒，他死的时候，将校们都为之悲痛流泪。朱棣将他赐葬于昌平，追封为东平王，谥号武烈。洪熙时（1425年），朱能配享成祖庙庭。

## 後人
- 子朱勇